# Oberehrenbach
Oberehrenbach ist ein Gemeindeteil der Gemeinde Leutenbach im Landkreis Forchheim (Oberfranken, Bayern) und eine Gemarkung.

## Geografie
Das Kirchdorf befindet sich etwa vier Kilometer südsüdöstlich von Leutenbach und liegt auf einer Höhe von 388 m ü. NHN.

## Geschichte
Die erstmalige schriftliche Erwähnung von Oberehrenbach war am 1. November 1007 in einer Urkunde des damaligen ostfränkischen Königs Heinrich II. Eine besondere Bedeutung kam dem Ort durch seine geografische Lage zu, da er an einer alten Verbindungsstraße lag, die vom bayerischen Süden in den fränkischen Norden führte.
Nach der zu Beginn des 19. Jahrhunderts erfolgten Eingliederung in das Königreich Bayern wurde die Ortschaft durch die Verwaltungsreformen zu einer Ruralgemeinde. Diese wurde im Zuge der Gebietsreform in Bayern am 1. Mai 1978 in die Gemeinde Leutenbach eingegliedert.

## Verkehr
Die Anbindung an das öffentliche Straßennetz erfolgt durch die Kreisstraße FO 14, die aus dem Nordwesten von Mittelehrenbach kommend durch den Ort führt und in südöstlicher Richtung nach Kasberg weiterverläuft.